# Kepler-32 b
Kepler-32 b (KOI KOI 952.01, KOI 952 b, KIC 9787239 b, 2MASS J19512217+4634273 b) — первая из двух экзопланет у звезды Kepler-32 в созвездии Лебедя.
Планета Kepler-32 b размерам меньше Юпитера и Нептуна, её радиус составляет 2,2 земного, масса грубо оценена в 6 земных, что приводит к средней плотности в 3,1 грамм на кубический сантиметр. Это больше, чем у мини-нептунов, но меньше, чем у настоящих скалистых планет. Близкое расположение к звезде означает возможное испарение атмосферы в открытый космос.
Kepler-32 b обращается по круговой орбите на расстоянии 0,05 а.е. от родительской звезды. Полный оборот она совершает за шесть с лишним суток.
В 2012 году группой астрономов, работающих с данными, полученными орбитальным телескопом Kepler, было объявлено об открытии двух планет и трёх кандидатов в планеты в системе. Позже их размеры были переоценены в сторону уменьшения. Истинные массы планет (грубо оцененные таймингом транзитов) намного меньше их верхних пределов, определенных по критериям динамической стабильности системы.

## Родная звезда
Kepler-32 — звезда, которая находится в созвездии Лебедя на расстоянии около 988световых лет от нас. Вокруг звезды обращаются, как минимум, две планеты и, ещё три кандидата в планеты.
Kepler-32 представляет собой звезду почти 16 видимой звёздной величины, по размерам и массе почти вдвое меньше нашего Солнцу. Масса звезды равна 0,58 солнечной, а радиус — 0,53.

## Статьи
- Roberto Sanchis-Ojeda et all. Alignment of the stellar spin with the orbits of a three-planet system (англ.). — 2012. — arXiv:1207.5804v1.
- William D. Cochran et all. Kepler 18-b, c, and d: A System Of Three Planets Confirmed by Transit Timing Variations, Lightcurve Validation, Spitzer Photometry and Radial Velocity Measurements (англ.). — 2011. — arXiv:1110.0820v1.
- William J. Borucki. Characteristics of planetary candidates observed by Kepler, II: Analysis of the first four months of data (англ.). — 2011. — arXiv:1102.0541v2.
- Stephen R. Kane, Dawn M. Gelino. Decoupling Phase Variations in Multi-Planet Systems (англ.) // The Astrophysical Journal. — IOP Publishing, 2012. — arXiv:1211.6747v1.
- Montet B., Johnson J. DModel-Independent Stellar and Planetary Masses from Multi-Transiting Exoplanetary Systems (недоступная ссылка — история) (англ.). — 2012. — arXiv:1211.4028v1.

## Каталоги
- Kepler-32 b (англ.). exoplanets.org. Архивировано 12 июля 2013 года.
- Kepler-32 b (англ.). Open Exoplanet Catalogue. Архивировано из оригинала 12 июля 2013 года.
- Kepler-32 b (англ.). Ames Research Center. Архивировано 12 июля 2013 года.
- Kepler-32 b (англ.). NASA Exoplanet Archive. Архивировано 12 июля 2013 года.
- Kepler-32 b (англ.). SIMBAD. Архивировано 12 июля 2013 года.